# Nakładka lufy

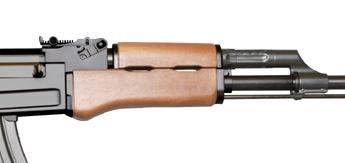
Nakładka lufy i łoże przednie (na dole) w karabinku AK

Nakładka lufy – dawniej drewniana, a obecnie również wykonywana z tworzywa sztucznego część długiej broni palnej. Osłania górną i częściowo boczne części lufy. Stosowana głównie w broni bojowej, rzadziej w broni myśliwskiej, może osłaniać lufę na całej długości lub tylko jej części. Jej głównym zadaniem jest izolowanie dłoni strzelca przed nadmiernie rozgrzaną lufą (np. w wyniku intensywnego prowadzenia ognia lub warunków atmosferycznych), oraz przed urazami mechanicznymi lufy.